# Musée d'Art John-et-Mable-Ringling
Le musée d'Art John-et-Mable-Ringling est un musée d'État situé à Sarasota en Floride (États-Unis). Fondé en 1927 à partir de la collection des époux Mable et John Ringling (en) dont la fortune s'était faite grâce à l'industrie du cirque, le musée est administré depuis l'année 2000 par l’université d'État de Floride.
Le musée Ringling abrite une collection d'art éclectique issue du monde entier, mais tout particulièrement d'Europe ; l'art baroque y occupe une place notable.
Après une période de quasi-abandon, les bâtiments et la collection Ringling bénéficient à partir de la fin des années 1990 d'une vaste restauration et connaissent depuis un vif regain d'intérêt de la part du public.
L'institution propose 21 galeries de peintures européennes ainsi que des antiquités chypriotes et de l'art asiatique, américain et contemporain. La collection d'art du musée comprend actuellement plus de 10 000 objets, dont une variété de peintures, de sculptures, de dessins, d'estampes, de photographies et d'arts décoratifs de l'Antiquité à nos jours et du monde entier. Les pièces les plus célèbres du musée sont les peintures européennes du XVIe au XXe siècle, dont une collection de peintures de Pierre Paul Rubens. Parmi les autres artistes représentés, citons Benjamin West, Marcel Duchamp, Mark Kostabi, Diego Velázquez, Paul Véronèse, Rosa Bonheur, Gianlorenzo Bernini, Giuliano Finelli, Lucas Cranach l'Ancien, Frans Hals, Nicolas Poussin, Joseph Wright of Derby, Thomas Gainsborough, Eugène Boudin et Benedetto Pagni.
Au total, plus de 14 000 m2 ont été ajoutés au campus, qui comprend le musée d'art, le musée du cirque et Ca' d'Zan, le manoir des Ringling, qui a été restauré, ainsi que l'historique Asolo Theater. Parmi les nouvelles constructions du campus, citons le McKay Visitor's Pavilion, le Kotler-Coville Glass Pavilion qui expose des œuvres d'art en verre, le Johnson-Blalock Education Building qui abrite la Ringling Art Library et le Cuneo Conservation Lab, le Tibbals Learning Center qui comprend un cirque miniature, le Searing Wing, une galerie de 30 000 pieds carrés (2 800 m2) destinée aux expositions spéciales et rattachée au musée d'art, le Chao Center for Asian Art et la Monda Gallery for Contemporary Art.

## Galerie

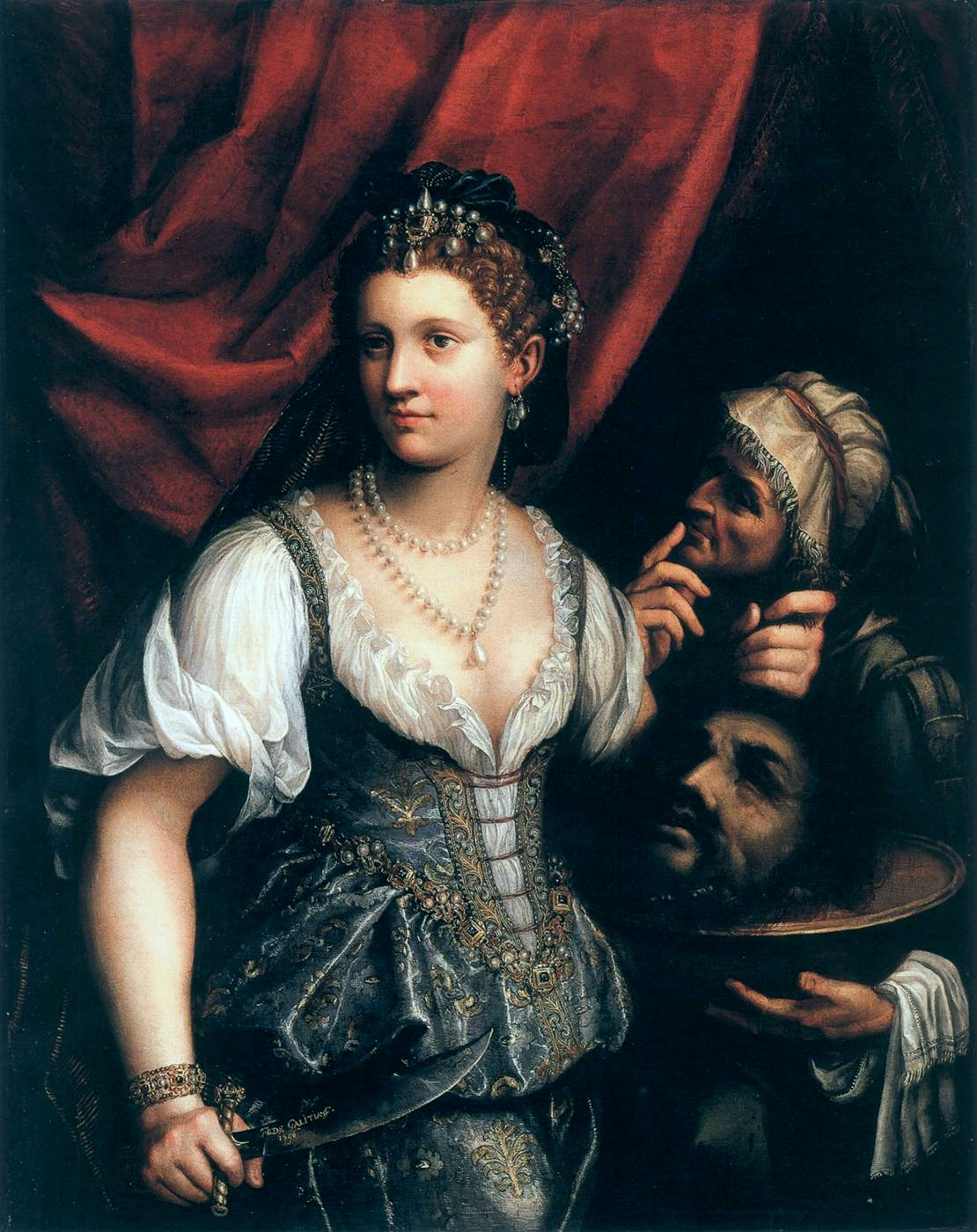
Fede Galizia, Judith avec la tête d'Holopherne, 1596.
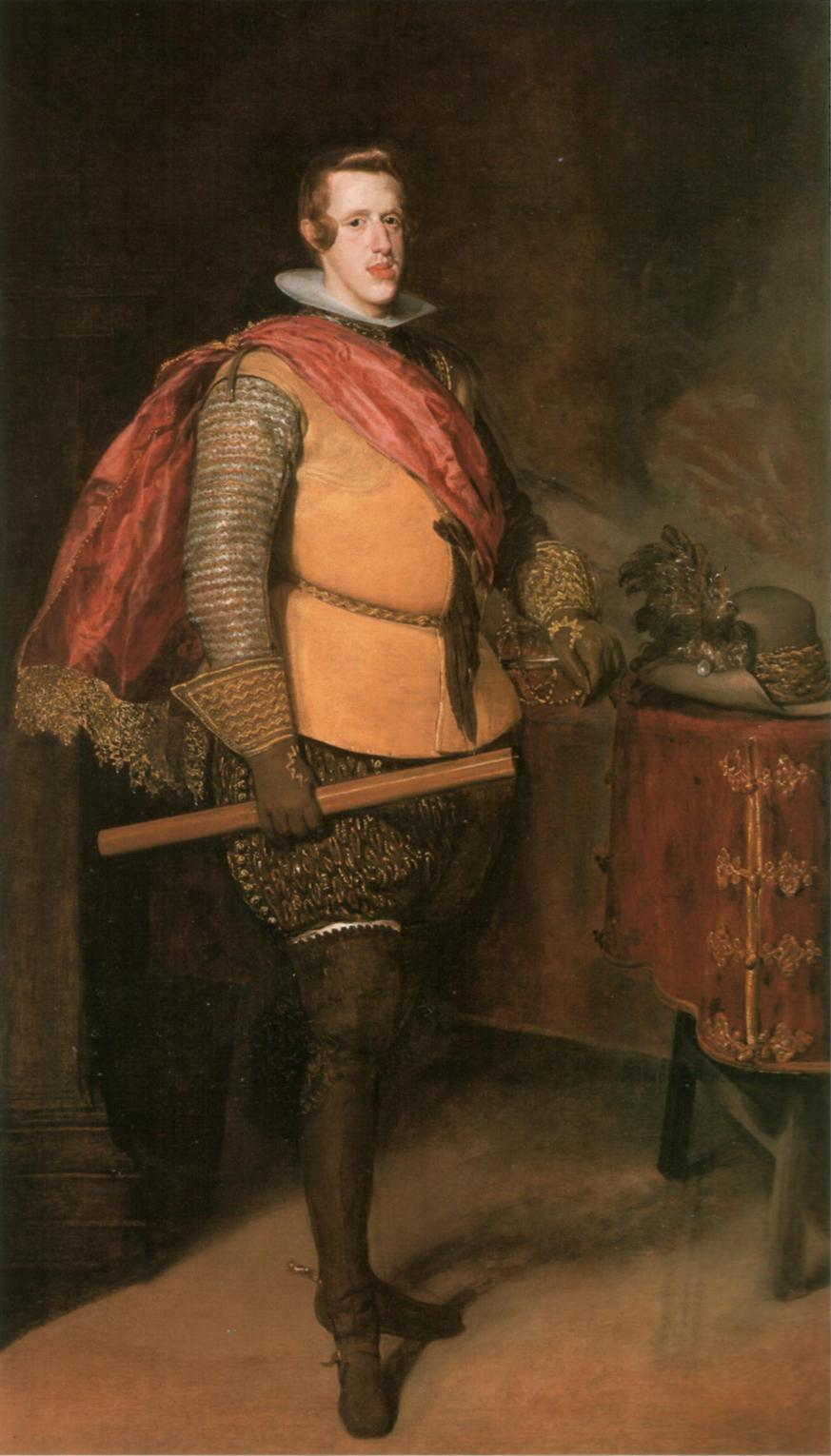
Diego Vélasquez, Philippe IV, 1627-1628.
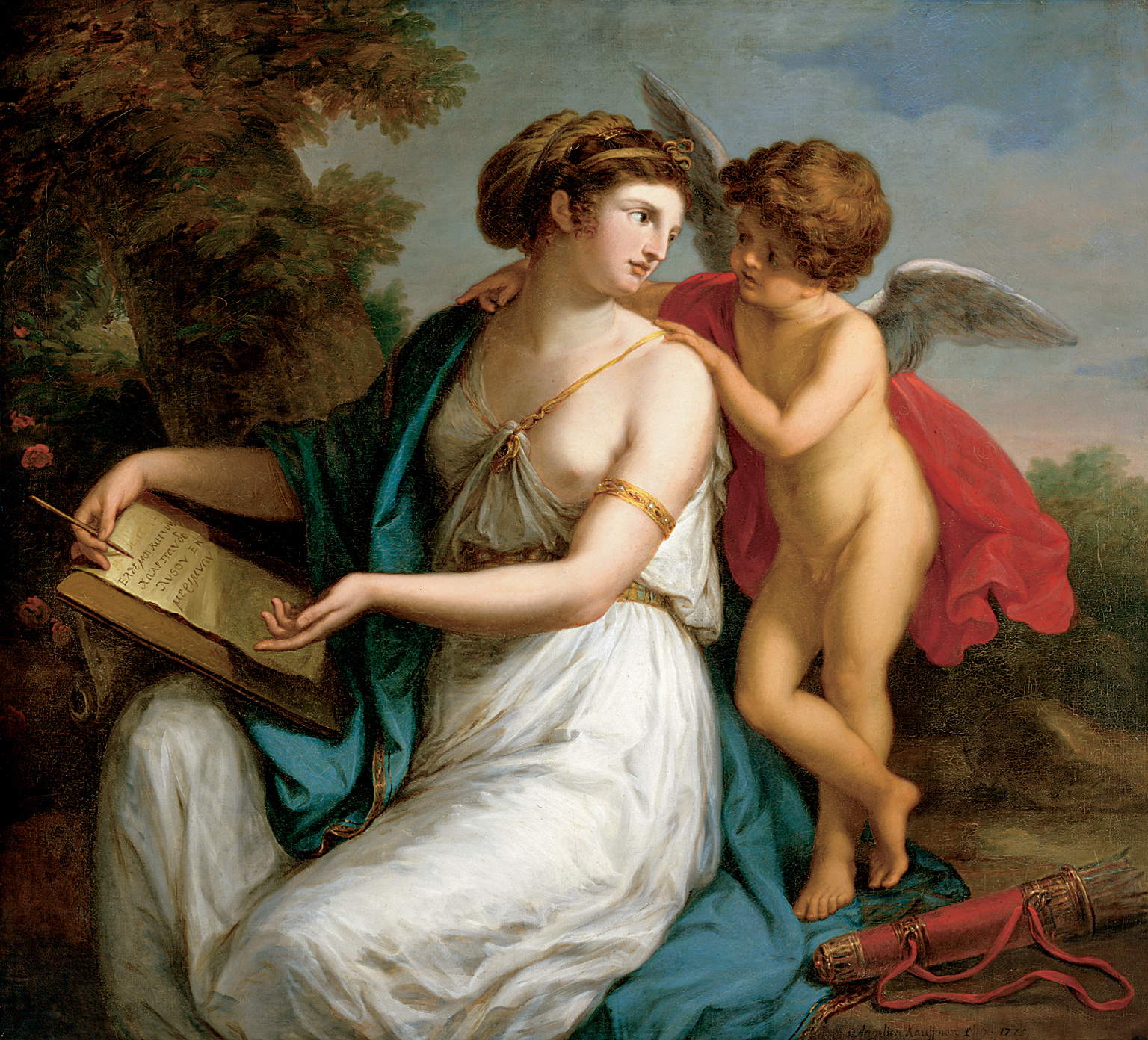
Angelica Kauffmann, Sappho inspirée par l'Amour, 1775.